# Mirko Sandić
Mirko Sandić, (Belgrado, 9 de mayo de 1942-Belgrado, 24 de diciembre de 2006), jugador internacional y entrenador yugoslavo de waterpolo.

## Biografía
Como jugador llegó a ser 235 veces internacional.
Fue entrenador de varias selecciones internacionales de waterpolo: Singapur, Malasia, Egipto y Yugoslavia.
Fue presidente de la Asociación yugoslava de waterpolo.

## Clubs
- VK Partizan ( Yugoslavia)

## Palmarés
Como jugador de club
- 11 Campeonatos nacionales Yugoslavos
- 7 Copas de Yugoslavia
- 5 Copas de Europa

Como jugador en su selección
- Oro en los juegos del mediterráneo de 1971
- Oro en el trofeo Jardan de 1971
- Bronce en el campeonato de Europa de Barcelona 1970
- Oro en los juegos olímpicos de México 1968
- Oro en el trofeo Jardan de 1967
- Oro en los juegos del mediterráneo de 1967
- Bronce en el campeonato de Europa de Utrecht 1966
- Plata en los juegos olímpicos de Tokio 1964
- Plata en los juegos del mediterráneo de 1963
- Oro en el trofeo Jardan de 1963